# Liste der Kulturgüter in Köniz
Die Liste der Kulturgüter in Köniz enthält alle Objekte in der Gemeinde Köniz im Kanton Bern, die gemäss der Haager Konvention zum Schutz von Kulturgut bei bewaffneten Konflikten, dem Bundesgesetz vom 20. Juni 2014 über den Schutz der Kulturgüter bei bewaffneten Konflikten sowie der Verordnung vom 29. Oktober 2014 über den Schutz der Kulturgüter bei bewaffneten Konflikten unter Schutz stehen.
Objekte der Kategorien A und B sind vollständig in der Liste enthalten, Objekte der Kategorie C fehlen zurzeit (Stand: 4. März 2024). Unter übrige Baudenkmäler sind geschützte Objekte zu finden, die im Bauinventar des Kantons Bern als «schützenswert» verzeichnet sind.

## Kulturgüter
| Foto | | Objekt                                                                                    | Kat. | Typ | Standort                                                   | Beschreibung |
| ---- | --- | ----------------------------------------------------------------------------------------- | ---- | --- | ---------------------------------------------------------- | --- |
| ja   | Datei hochladen · Wikidata zu Schloss Köniz (Q1654958)                                                               | Ehemalige Komturei mit Schloss, Kirche und Nebenbauten KGS-Nr.: 00987                     | A    | G   | Muhlernstrasse 1–11 598112 / 196629                        | Das seit dem 11. Jahrhundert in mehreren Bauetappen entstandene Schloss war zunächst ein Stift der Augustiner-Chorherren, später eine Komturei des Deutschen Ordens und eine bernische Landvogtei; heute Nutzung als Pfarrhaus und Kirchgemeindezentrum. Die benachbarte romanische Kirche reicht ebenfalls bis ins 11. Jahrhundert zurück und erhielt ihr heutiges Aussehen in den 1780er Jahren. Zum Ensemble gehören auch mehrere Nebenbauten. |
| ja   | Datei hochladen · Wikidata zu Bauernhaus mit Speicher (Q19362624)                                                    | Bauernhaus mit Speicher KGS-Nr.: 00988                                                    | A    | G   | Herzwil, Herzwilstrasse 175, 177 595594 / 196041           | 1772 erbautes Bauernhaus in Ständerbohlenbauweise mit sechsachsiger Giebelfront über freistehender Wand des Gewölbekellers. Das geknickte Viertelwalmdach wird abgeschlossen durch eine Ründe mit Untersichtbemalung (Himmelskörper und vegetabile Motive). Die oberen Geschosse besitzen umlaufende Lauben und durchgehende Fensterbänke. Die Tore des Tenns sind bemalt und mit Inschriften versehen. Das daneben gelegene Stöckli, ist ein Riegbau von 1916. |
| ja   | Datei hochladen · Wikidata zu Villa Morillon (Q2525462)                                                              | Villa Morillon KGS-Nr.: 00989                                                             | A    | G   | Wabern, Morillonstrasse 45 599795 / 198050                 | In den Jahren 1830 bis 1832 von Friedrich Ludwig Osterrieth auf den Fundamenten eines Vorgängerbaus errichtete Campagne im Stil des Palladianismus. Der hell verputzte, zweigeschossige Massivbau über Kreuzgrundriss mit vier ähnlichen Fassaden besitzt ein flaches, von einer Laterne überhöhtes Walmdach. Das Gebäude ist von einem englischen Landschaftspark umgeben. |
| ja   | Datei hochladen · Wikidata zu Hölzernes Herrenhaus (Q19362628)                                                       | Hölzernes Herrenhaus KGS-Nr.: 00990                                                       | A    | G   | Grossgschneit, Grossgschneitstrasse 30 595269 / 191149     | Um 1500 bis 1505 erbautes Bauernhaus, mit mehreren tiefgreifenden Veränderungen seit 1880. Ständerbau mit hohem, geknicktem Vollwalmdach auf Mehrreihenständer-Gerüst. Das Holzwerk und das Dekor zeichnen sich durch hohe Qualität, Regularität und Symmetrie aus. Einzigartig ist die vierseitige regelmässige Abfolge von Fenstern und Öffnungen auf mächtiger, gekehlter Fensterbank im Obergeschoss. |
| ja   | Datei hochladen · Wikidata zu Bauernhaus mit Stöckli und Speicher (Q19362627)                                        | Bauernhaus mit Stöckli und Speicher KGS-Nr.: 00992                                        | A    | G   | Mengestorf, Mengestorfbergstrasse 191, 193 596124 / 194235 | Das 1783 in Ständerbauweise errichtete Grossbauernhaus des Hofes Burren besitzt eine achtachsige Front mit reich dekorierter Ründe und ein steiles, geknicktes Viertelwalmdach. Der Kellersockel ist verputzt, die Eingänge zu den Gewölbekellern sind von profilierten Korbbögen umgeben. Im Erdgeschoss sind die Einzelfenster zwischen karniesgeschmückten Fensterbänken angeordnet, im Obergeschoss sind die Reihenfenster mit Butzenscheiben ausgestattet. |
| ja   | Datei hochladen · Wikidata zu Herrenstock (Q19362626)                                                                | Herrenstock KGS-Nr.: 00994                                                                | A    | G   | Niederscherli, Schwarzenburgstrasse 810 596148 / 192645    | Das 1784 erbaute Stöckli ist ein Ständerbau auf Sandsteinkeller mit Seitenlauben und Viertelwalmdach. Über der dreiachsigen Front erhebt sich eine Ründe mit Wellenrand. Die von Christian Megert bemalten Fassaden (ornamentale, figürliche Darstellungen patriotischen, biblischen und allegorischen Inhalts) sollen eine Ausführung in Stein darstellen. |
| ja   | Datei hochladen · Wikidata zu Archive des Bundesamtes für Landestopographie / swisstopo (Q27481556)                  | Karten- und Bildsammlung des Bundesamtes für Landestopographie (swisstopo) KGS-Nr.: 00996 | A    | S   | Wabern, Seftigenstrasse 264 600969 / 197428                | Unbefristete Archivierung von Geodaten des Bundes in Zusammenarbeit mit dem Schweizerischen Bundesarchiv. |
| ja   | Datei hochladen · Wikidata zu PTT-Archiv (Q16964584)                                                                 | Historisches Archiv und Bibliothek PTT KGS-Nr.: 08840                                     | A    | S   | Sägestrasse 77 598108 / 196998                             | Unternehmensarchiv der ehemaligen schweizerischen Post-, Telefon- und Telegrafenbetriebe (PTT) sowie Archive der daraus hervorgegangenen Nachfolgerunternehmen Die Schweizerische Post und Swisscom. Trägerin der Archive ist die Schweizerische Stiftung für die Geschichte der Post und Telekommunikation. |
| ja   | Datei hochladen · Wikidata zu Chly-Wabere (römischer Gutshof) (Q19362625)                                            | Chly-Wabere (römischer Gutshof) KGS-Nr.: 09560                                            | A    | F   | Wabern, Breitenacher 601865 / 196380                       | 1972 wurden bei Bauarbeiten Überrest erstmals eines römischen Gutshofes entdeckt. Besonders das Hauptgebäude ist aussergewöhnlich gut erhalten. Die Mauern tragen zum Teil noch farbig bemalten Wandverputz, ebenfalls in gutem Zustand ist der Mosaikfussboden. Verschiedene Streufunde deuten auf die Errichtung in der zweiten Hälfte des 2. Jahrhunderts hin. |
| BW   | Datei hochladen · Wikidata zu Schloss, frühmittelalterliche-mittelalterliche Kirche und Gebäudekomplexe (Q111348048) | Schloss, frühmittelalterliche-mittelalterliche Kirche und Gebäudekomplexe KGS-Nr.: 16534  | A    | F   | Muhlernstrasse 598112 / 196629                             | |
| ja   | Datei hochladen · Wikidata zu Landsitz Riedburg mit Oekonomiegebäuden (Q29672720)                                    | Landsitz Riedburg mit Ökonomiegebäuden KGS-Nr.: 00991                                     | B    | G   | Riedburg, Riedburgstrasse 37, 39 594440 / 190730           | 1790 durch Carl Ahasver von Sinner erbauter herrschaftlicher Landsitz. Kubischer, verputzter Massivbau auf fünf Achsen mit Sandsteinlisenen unter hohem Walmdach sowie mit nachträglich verglaster Eingangsloggia mit toskanischen Säulen. Zum Ensemble gehören auch die 1836 neu aufgebaute Scheune und das Kornhaus von 1791. |
| ja   | Datei hochladen · Wikidata zu Schwarzwasserbrücke (Eiserne Hochbrücke) (Q22810200)                                   | Eiserne Schwarzwasserbrücke (Eiserne Hochbrücke) KGS-Nr.: 17221                           | B    | G   | Schwarzenburgstrasse 594100 / 190300                       | Im Jahr 1882 durch die Firma G. Ott & Cie. erbaute Fachwerkbogenbrücke über das Schwarzwasser, nach einem Projekt von Jules Röthlisberger und Paul Simons. Ihre Länge beträgt 167 m, ihre Spannweite 114 m und ihre Höhe 80 m. Für die Bogenauflager, Ständersockel und Fahrbahn-Widerlager verwendete man bossierte Kalksteinquader. Parallel dazu verläuft die Betonbogen-Eisenbahnbrücke von 1979. Das Objekt liegt hälftig auf dem Gemeindegebiet von Köniz (KGS-Nr. 17221) und Schwarzenburg (KGS-Nr. 1325).                                                                  |
| ja   | Datei hochladen · Wikidata zu Steinerne Schwarzwasserbrücke (1831) (Q29675009)                                       | Steinerne Schwarzwasserbrücke KGS-Nr.: 17222                                              | B    | G   | Alte Bernstrasse 594400 / 190350                           | Die 1832 erbaute steinerne Bogenbrücke über das Schwarzwasser, auch als "Alte Schwarzwasserbrücke" bekannt, ersetzte einen gedeckten, hölzernen Vorgängerbau aus dem 16. Jahrhundert. Ihre Länge beträgt 30 m, ihre Breite rund 5 m und ihre Bogenspannweite 17,6 m. Der Unterbau und die Widerlager bestehen aus Tuffsteinquadern, die Brüstungen waren ursprünglich aus Sandstein gehauen und wurden 1998/99 bei der letzten Renovation durch Betonelemente ersetzt. Das Objekt liegt hälftig auf dem Gemeindegebiet von Köniz (KGS-Nr. 17222) und Schwarzenburg (KGS-Nr. 1326). |

## Übrige Baudenkmäler
Hinweis: Anstelle der KGS-Nummer wird als Objekt-Identifikator (ID) die Grundstücksnummer verwendet.
| ID                           | Foto | | Objekt                                                                                             | Typ | Standort                                                                                                  | Beschreibung                                                              |
| ---------------------------- | ---- | --- | -------------------------------------------------------------------------------------------------- | --- | --- | ------------------------------------------------------------------------- |
| 9                            | ja   | Datei hochladen · Wikidata zu Reformierte Kirche Oberwangen (1911) (Q55412430)                                                | Reformierte Kirche (1911)                                                                          | G   | Oberwangen, Kirchenrain 6 594108 / 196092                                                                 | 1911 durch Karl Indermühle erbaut                                         |
| 11;26                        | ja   | Datei hochladen · Wikidata zu Schwarzwasserbrücke (Eiserne Hochbrücke) (Q22810200)                                            | Strassenbrücke (1882)                                                                              | G   | Mittelhäusern, Schwarzenburgstrasse N.N. 3 594098 / 190308                                                |                                                                           |
| 16                           | ja   | Datei hochladen · Wikidata zu Verwaltungsgebäude Bundesamt für Veterinärwesen (1899) (Q118793328)                             | Verwaltungsgebäude Bundesamt für Veterinärwesen (1899)                                             | G   | Liebefeld, Schwarzenburgstrasse 155 598655 / 197735                                                       |                                                                           |
| 57                           | BW   | Datei hochladen · Wikidata zu Bauernhaus (1740) (Q118793840)                                                                  | Bauernhaus (1740)                                                                                  | G   | Köniztal, Köniztalstrasse 149 600087 / 195621                                                             |                                                                           |
| 57                           | BW   | Datei hochladen · Wikidata zu Ofenhaus (1747) (Q118794990)                                                                    | Ofenhaus (1747)                                                                                    | G   | Köniztal, Köniztalstrasse 149b 600120 / 195644                                                            |                                                                           |
| 73                           | ja   | Datei hochladen · Wikidata zu Mühlegut (1777) (Q118849135)                                                                    | Mühlegut (1777)                                                                                    | G   | Oberwangen, Wangentalstrasse 209 594083 / 196225                                                          |                                                                           |
| 189                          | ja   | Datei hochladen · Wikidata zu Ehemalige Gasel-Wirtschaft (1837) (Q118850176)                                                  | Ehemalige Gasel-Wirtschaft (1837)                                                                  | G   | Gasel, Gaselstrasse 166 597372 / 194149                                                                   |                                                                           |
| 212                          | ja   | Datei hochladen · Wikidata zu Hauptgebäude Bundesamt für Landestopografie / swisstopo (Q118854303)                            | Bundesamt für Landestopografie (1939–1941), heute «swisstopo», Ergänzungsbau von 2004 (s. Nr. 258) | G   | Wabern, Seftigenstrasse 264 600969 / 197428                                                               |                                                                           |
| 214                          | ja   | Datei hochladen · Wikidata zu Reformierte Kirche Niederscherli (1912) (Q118857534)                                            | Reformierte Kirche Niederscherli (1912)                                                            | G   | Niederscherli, Rifishaltenstrasse 8 595958 / 192726                                                       |                                                                           |
| 217                          | ja   | Datei hochladen · Wikidata zu Speicher von 1754 (Q111676972)                                                                  | Speicher (1754)                                                                                    | G   | Niederscherli, Birchernstrasse 5a 596119 / 192643                                                         |                                                                           |
| 233                          | ja   | Datei hochladen · Wikidata zu Fabrikantenwohnhaus / Schlössli (1893/94) (Q118869008)                                          | Schlössli (1893/94)                                                                                | G   | Wabern, Gurtenbrauerei 14 600357 / 197477                                                                 |                                                                           |
| 273                          | BW   | Datei hochladen · Wikidata zu Stöckli (1820) (Q118875667)                                                                     | Stöckli (1820)                                                                                     | G   | Wabern, Im Aebersold 45 600728 / 196203                                                                   |                                                                           |
| 311                          | BW   | Datei hochladen · Wikidata zu Speicher (18. Jh.) (Q118876570)                                                                 | Speicher (18. Jh.)                                                                                 | G   | Niederwangen, Bogengässli 27 594850 / 197023                                                              |                                                                           |
| 400                          | ja   | Datei hochladen · Wikidata zu Ehemalige Mühle (1791) (Q118877240)                                                             | Ehemalige Mühle (1791)                                                                             | G   | Niederscherli, Mühlestutz 17 596061 / 192546                                                              |                                                                           |
| 440                          | ja   | Datei hochladen · Wikidata zu Richtstrahl-Antennenturm Ulmizberg (Q17521425)                                                  | Richtstrahl-Antennenturm (1972–1974)                                                               | G   | Ulmizberg, Ulmizbergstrasse 81 599663 / 194363                                                            | Durch den französische Architekten und Designer Jean Prouvé konstruiert.  |
| 460                          | ja   | Datei hochladen · Wikidata zu Speicher (4. Viertel 19. Jh.) (Q118877586)                                                      | Speicher (4. Viertel 19. Jh.)                                                                      | G   | Niederscherli, Schwarzenburgstrasse 722a 596543 / 193184                                                  |                                                                           |
| 479                          | BW   | Datei hochladen · Wikidata zu Bauernhaus (1845) (Q118877988)                                                                  | Bauernhaus (1845)                                                                                  | G   | Moos, Bindenhausstrasse 68 596931 / 196037                                                                |                                                                           |
| 494                          | BW   | Datei hochladen · Wikidata zu Bauernhaus (1817) (Q118878290)                                                                  | Bauernhaus (1817)                                                                                  | G   | Mengestorf, Mengestorfbergstrasse 152 596217 / 194558                                                     |                                                                           |
| 521                          | BW   | Datei hochladen · Wikidata zu Speicher (1709) (Q118878697)                                                                    | Speicher (1709)                                                                                    | G   | Mengestorf, Mengestorfstrasse 98 596186 / 194168                                                          |                                                                           |
| 532                          | BW   | Datei hochladen · Wikidata zu Bauernhaus (1760) (Q118878520)                                                                  | Bauernhaus (1760)                                                                                  | G   | Mengestorf, Mengestorfbergstrasse 198 596012 / 194235                                                     |                                                                           |
| 533                          | BW   | Datei hochladen · Wikidata zu Speicher (1757) (Q118881110)                                                                    | Speicher (1757)                                                                                    | G   | Mengestorf, Mengestorfbergstrasse 199a 596024 / 194208                                                    |                                                                           |
| 585                          | ja   | Datei hochladen · Wikidata zu Stöckli (Q111677207)                                                                            | Stöckli (1779)                                                                                     | G   | Mengestorf, Mengestorfbergstrasse 193 596082 / 194234                                                     |                                                                           |
| 692                          | ja   | Datei hochladen · Wikidata zu Primarschulhaus (1950) (Q118907442)                                                             | Primarschulhaus (1950)                                                                             | G   | Köniz, Lilienweg 15 597678 / 196784                                                                       |                                                                           |
| 692                          | BW   | Datei hochladen · Wikidata zu Verbindungsgang (1950) (Q118923240)                                                             | Verbindungsgang (1950)                                                                             | G   | Köniz, Lilienweg 15c 597725 / 196802                                                                      |                                                                           |
| 692                          | ja   | Datei hochladen · Wikidata zu Primarschulhaus mit Singsaal (1950) (Q118926337)                                                | Primarschulhaus mit Singsaal (1950)                                                                | G   | Köniz, Lilienweg 17 597739 / 196780                                                                       |                                                                           |
| 762                          | ja   | Datei hochladen · Wikidata zu Bauernhaus (1776) (Q118927850)                                                                  | Bauernhaus (1776)                                                                                  | G   | Niederscherli, Farnernstrasse 3 595873 / 192485                                                           |                                                                           |
| 807                          | BW   | Datei hochladen · Wikidata zu Stöckli (1862) (Q118929338)                                                                     | Stöckli (1862)                                                                                     | G   | Oberscherli, Lehmackerweg 30 597810 / 192388                                                              |                                                                           |
| 868                          | BW   | Datei hochladen · Wikidata zu Untere Mühle (1827) (Q118935175)                                                                | Untere Mühle (1827)                                                                                | G   | Oberscherli, Mühlegässli 44 598257 / 192117                                                               |                                                                           |
| 883                          | BW   | Datei hochladen · Wikidata zu Speicher (1. Hälfte 18. Jh.) (Q119144713)                                                       | Speicher (1. Hälfte 18. Jh.)                                                                       | G   | Gurtendorf, Gurtenstrasse 130a 601368 / 195806                                                            |                                                                           |
| 885                          | BW   | Datei hochladen · Wikidata zu Speicher (18. Jh.) (Q119145378)                                                                 | Speicher (18. Jh.)                                                                                 | G   | Gurtendorf, Alter Kirchweg 3a 601358 / 195783                                                             |                                                                           |
| 940                          | ja   | Datei hochladen · Wikidata zu Fabrikgebäude (um 1909) (Q119145678)                                                            | Fabrikgebäude (um 1909)                                                                            | G   | Liebefeld, Waldeggstrasse 41 598517 / 197987                                                              |                                                                           |
| 991                          | ja   | Datei hochladen · Wikidata zu Landsitz der Familie Stettler (frühes 18. Jh.) (Q119146004)                                     | Landsitz der Familie Stettler (frühes 18. Jh.)                                                     | G   | Köniz, Sägestrasse 66 597972 / 197043                                                                     |                                                                           |
| 1018                         | ja   | Datei hochladen · Wikidata zu Bauernhaus (1853–1855) (Q119146534)                                                             | Bauernhaus (1853–1855)                                                                             | G   | Gasel, Gaselstrasse 152 597449 / 194263                                                                   |                                                                           |
| 1028                         | ja   | Datei hochladen · Wikidata zu Speicher (Mitte 18. Jh.) (Q119156206)                                                           | Speicher (Mitte 18. Jh.)                                                                           | G   | Gasel, Bodenackerweg 5a 597421 / 194039                                                                   |                                                                           |
| 1037                         | ja   | Datei hochladen · Wikidata zu Bauernhaus (1836) (Q119158471)                                                                  | Bauernhaus (1836)                                                                                  | G   | Gasel, Gaselstrasse 157 597452 / 194218                                                                   |                                                                           |
| 1037                         | ja   | Datei hochladen · Wikidata zu Speicher (1772) (Q119172489)                                                                    | Speicher (1772)                                                                                    | G   | Gasel, Gaselstrasse 157e 597456 / 194159                                                                  |                                                                           |
| 1037                         | ja   | Datei hochladen · Wikidata zu Stöckli (1822) (Q119173598)                                                                     | Stöckli (1822)                                                                                     | G   | Gasel, Gaselstrasse 159 597442 / 194181                                                                   |                                                                           |
| 1111                         | BW   | Datei hochladen · Wikidata zu Ofenhaus (18. Jh.) (Q119174303)                                                                 | Ofenhaus (18. Jh.)                                                                                 | G   | Mittelhäusern, Gummenstrasse 86a 595030 / 190528                                                          |                                                                           |
| 1130                         | ja   | Datei hochladen · Wikidata zu Speicher (1666) (Q119174649)                                                                    | Speicher (1666)                                                                                    | G   | Schliern, Sollrütistrasse 7c 598348 / 195450                                                              |                                                                           |
| 1192                         | ja   | Datei hochladen · Wikidata zu Käserei Gaselstrasse 176, Gasel (Q126363062)                                                    | Käserei (1912)                                                                                     | G   | Gasel, Gaselstrasse 176 597288 / 194108                                                                   |                                                                           |
| 1237                         | ja   | Datei hochladen · Wikidata zu Gasthaus Brauereiwirtschaft / Heitere Fahne Dorfstrasse 24, Wabern (Q126363053)                 | Gasthaus Brauereiwirtschaft (1870)                                                                 | G   | Wabern, Dorfstrasse 24 600626 / 197534                                                                    | Im 21. Jahrhundert als „Heitere Fahne“ bezeichnet.                        |
| 1267                         | ja   | Datei hochladen · Wikidata zu Bauernhaus Bodenackerweg 31, Gasel (Q126363040)                                                 | Bauernhaus (1765)                                                                                  | G   | Gasel, Bodenackerweg 31 597720 / 193949                                                                   |                                                                           |
| 1312                         | BW   | Datei hochladen | Wohnstock (1. Hälfte 19. Jh.)                                                                      | G   | Niederscherli, Birchernstrasse 65 595557 / 193279                                                         |                                                                           |
| 1334                         | BW   | Datei hochladen | Stöckli (1769)                                                                                     | G   | Niederwangen, Riedstrasse 51 595837 / 197073                                                              |                                                                           |
| 1403                         | ja   | Datei hochladen · Wikidata zu Speicher Hildegardstrasse 20a, Liebefeld (Q126363077)                                           | Speicher (1548)                                                                                    | G   | Liebefeld, Hildegardstrasse 20a 599113 / 197931                                                           |                                                                           |
| 1404                         | ja   | Datei hochladen · Wikidata zu Main building Federal Institute of Metrology 1963–1967 METAS, Lindenweg 50, Wabern (Q126363064) | Eidgenössisches Institut für Metrologie (1963–1967)                                                | G   | Wabern, Lindenweg 50 601878 / 197064                                                                      | Mitte der 1960er Jahre erbaut durch den Zürcher Architekten Peter Steiger |
| 1410                         | BW   | Datei hochladen | Speicher (1761)                                                                                    | G   | Oberscherli, Löhrstrasse 73 597816 / 193098                                                               |                                                                           |
| 1419                         | ja   | Datei hochladen · Wikidata zu Hotel Gurten Kulm (Q126363056)                                                                  | Hotel Gurten-Kulm (1899–1901)                                                                      | G   | Gurten, Gurten-Kulm 10 599955 / 196517                                                                    |                                                                           |
| 1504                         | BW   | Datei hochladen | Ofenhaus (1800)                                                                                    | G   | Mengestorf, Mengestorfbergstrasse 204b 595944 / 194255                                                    |                                                                           |
| 1504                         | BW   | Datei hochladen | Wohnstock (1799–1801)                                                                              | G   | Mengestorf, Mengestorfbergstrasse 206 595934 / 194233                                                     |                                                                           |
| 1528                         | BW   | Datei hochladen | Bauernhaus (1709)                                                                                  | G   | Mittelhäusern, Sensemattstrasse 245 593771 / 192314                                                       |                                                                           |
| 1595                         | BW   | Datei hochladen | Bauernhaus (1781)                                                                                  | G   | Schwanden, Schwandenhubelstrasse 82 597619 / 195391                                                       |                                                                           |
| 1619                         | BW   | Datei hochladen | Herrschaftliches Bauernhaus (um 1801)                                                              | G   | Mittelhäusern, Riedburgstrasse 20 594214 / 190918                                                         |                                                                           |
| 1626                         | BW   | Datei hochladen | Bauernhaus (1763)                                                                                  | G   | Mittelhäusern, Schwarzenburgstrasse 983 594743 / 191771                                                   |                                                                           |
| 1631                         | ja   | Datei hochladen | Nobshaus (1587)                                                                                    | G   | Wabern, Dorfstrasse 20 600652 / 197587                                                                    |                                                                           |
| 1714                         | ja   | Datei hochladen · Wikidata zu Bauernhaus Haltenstrasse 14, Niederscherli (Q126363043)                                         | Bauernhaus (1710)                                                                                  | G   | Niederscherli, Haltenstrasse 14 596260 / 192600                                                           |                                                                           |
| 1770                         | ja   | Datei hochladen · Wikidata zu Zingghaus Schwarzenburgstrasse 287, Köniz (Q126363084)                                          | Zingghaus (1699)                                                                                   | G   | Köniz, Schwarzenburgstrasse 287 598155 / 196762                                                           |                                                                           |
| 1803                         | ja   | Datei hochladen · Wikidata zu Ehemaliges Wirtshaus Kirchenrain 17, Oberwangen BE (Q126363051)                                 | Ehemaliges Wirtshaus (1747)                                                                        | G   | Oberwangen, Kirchenrain 17 594127 / 196005                                                                |                                                                           |
| 1849                         | ja   | Datei hochladen · Wikidata zu Speicher Feldackerstrasse 9, Oberwangen BE (Q126363075)                                         | Speicher (1. Hälfte 16. Jh.)                                                                       | G   | Oberwangen, Feldackerstrasse 9 594033 / 195929                                                            |                                                                           |
| 2020                         | BW   | Datei hochladen | Sprungturm der Badeanlage Weiermatt (1967)                                                         | G   | Köniz, Dorfbachstrasse N.N. 597825 / 196413                                                               |                                                                           |
| 2033                         | BW   | Datei hochladen | Speicher (2. Hälfte 18. Jh.)                                                                       | G   | Oberulmiz, Ulmizstrasse 181b 600157 / 193936                                                              |                                                                           |
| 2066                         | BW   | Datei hochladen | Speicher (1697)                                                                                    | G   | Herzwil, Herzwilstrasse 179 595544 / 196049                                                               |                                                                           |
| 2066                         | ja   | Datei hochladen · Wikidata zu Bauernhaus Schwendistrasse 98, Herzwil (Q126363046)                                             | Bauernhaus (1734)                                                                                  | G   | Herzwil, Schwendistrasse 98 595544 / 196020                                                               |                                                                           |
| 2088                         | BW   | Datei hochladen | Bauernhaus (1722)                                                                                  | G   | Herzwil, Schwendistrasse 86 595540 / 196127                                                               |                                                                           |
| 2089                         | BW   | Datei hochladen | Speicher (1688)                                                                                    | G   | Herzwil, Schwendistrasse 93 595578 / 196076                                                               |                                                                           |
| 2109                         | BW   | Datei hochladen | Ofenhaus (1749)                                                                                    | G   | Köniz, Landorfstrasse 129a 596546 / 196640                                                                |                                                                           |
| 2139                         | BW   | Datei hochladen | Bauernhaus (1700)                                                                                  | G   | Niederulmiz, Ulmizstrasse 115 599542 / 193691                                                             |                                                                           |
| 2153                         | BW   | Datei hochladen | Bauernhaus (1598)                                                                                  | G   | Gurtendorf, Gurtenstrasse 137 601311 / 195874                                                             |                                                                           |
| 2204                         | BW   | Datei hochladen | Bauernhaus (Mitte 18. Jh.)                                                                         | G   | Schwanden, Schwandenstrasse 53 597521 / 195448                                                            |                                                                           |
| 2234                         | BW   | Datei hochladen | Ehemaliges Bauernhaus (1688)                                                                       | G   | Niederscherli, Farnernstrasse 95 595846 / 191567                                                          |                                                                           |
| 2237                         | BW   | Datei hochladen | Speicher (1767)                                                                                    | G   | Schwanden, Studelackerstrasse 62a 597548 / 195336                                                         |                                                                           |
| 2257                         | ja   | Datei hochladen · Wikidata zu Bauernhaus Liebewilstrasse 164, Liebewil (Q126363045)                                           | Bauernhaus (1845)                                                                                  | G   | Liebewil, Liebewilstrasse 164 594690 / 194667                                                             |                                                                           |
| 2257                         | BW   | Datei hochladen | Speicher (1741)                                                                                    | G   | Liebewil, Liebewilstrasse 166b 594680 / 194633                                                            |                                                                           |
| 2268                         | BW   | Datei hochladen | Speicher (1719)                                                                                    | G   | Liebewil, Schöneggstrasse 92a 594492 / 194654                                                             |                                                                           |
| 2291                         | ja   | Datei hochladen · Wikidata zu Bauernhaus Liebewilstrasse 151, Liebewil (Q126363044)                                           | Bauernhaus (1750)                                                                                  | G   | Liebewil, Liebewilstrasse 151 594589 / 194811                                                             |                                                                           |
| 2315                         | BW   | Datei hochladen | Bauernhaus (1842)                                                                                  | G   | Liebewil, Schwendistrasse 196 594622 / 194858                                                             |                                                                           |
| 2316                         | BW   | Datei hochladen | Ehemaliges Ofenhausstöckli (1797)                                                                  | G   | Liebewil, Schwendistrasse 197 594633 / 194837                                                             |                                                                           |
| 2339                         | ja   | Datei hochladen · Wikidata zu Bauernhaus Schöneggstrasse 89, Liebewil (Q126363047)                                            | Bauernhaus (1. Hälfte 18. Jh.)                                                                     | G   | Liebewil, Schöneggstrasse 89 594434 / 194693                                                              |                                                                           |
| 2374                         | BW   | Datei hochladen | Ehemaliger Landsitz Davidsruh (1800)                                                               | G   | Niederscherli, Farnernstrasse 105 595738 / 191592                                                         |                                                                           |
| 2386                         | BW   | Datei hochladen | Speicher (Mitte 18. Jh.)                                                                           | G   | Köniztal, Köniztalstrasse 197a 600797 / 195282                                                            |                                                                           |
| 2496                         | BW   | Datei hochladen | Werk- und Zeichenräume des Gymnasiums Lerbermatt (1982–1984)                                       | G   | Spiegel, Kirchstrasse 62 599667 / 197739                                                                  |                                                                           |
| 2496                         | BW   | Datei hochladen | Ehemaliges Seminar Lerbermatt (1982–1984)                                                          | G   | Spiegel, Kirchstrasse 64 599694 / 197693                                                                  |                                                                           |
| 2496                         | BW   | Datei hochladen | Aula des Gymnasiums Lerbermatt (1982–1984)                                                         | G   | Spiegel, Kirchstrasse 66 599710 / 197743                                                                  |                                                                           |
| 2497                         | ja   | Datei hochladen · Wikidata zu Ofenhaus Frischingweg 17, Wabern (Q126363068)                                                   | Ofenhaus (2. Hälfte 19. Jh.)                                                                       | G   | Wabern, Frischingweg 17 600083 / 197947                                                                   |                                                                           |
| 2497                         | ja   | Datei hochladen · Wikidata zu Unteres Morillongut Frischingweg 19, Wabern (Q126363080)                                        | Unteres Morillongut (1. Hälfte 18. Jh.)                                                            | G   | Wabern, Frischingweg 19 600031 / 197973                                                                   |                                                                           |
| 2497                         | BW   | Datei hochladen | Speicher (1. Hälfte 18. Jh.)                                                                       | G   | Wabern, Frischingweg 21 600031 / 197949                                                                   |                                                                           |
| 2528                         | BW   | Datei hochladen | Bauernhaus (1844)                                                                                  | G   | Thörishaus, Oberriedstrasse 140 593955 / 192921                                                           |                                                                           |
| 2528                         | BW   | Datei hochladen | Stöckli (Mitte 19. Jh.)                                                                            | G   | Thörishaus, Oberriedstrasse 142 593985 / 192885                                                           |                                                                           |
| 2565                         | BW   | Datei hochladen | Bauernhaus (1762)                                                                                  | G   | Niederwangen, Wangentalstrasse 77 594777 / 197037                                                         |                                                                           |
| 2576                         | ja   | Datei hochladen · Wikidata zu Mühle Wangentalstrasse 219, Oberwangen BE (Q126363066)                                          | Mühle (um 1580)                                                                                    | G   | Oberwangen, Wangentalstrasse 219 594071 / 196146                                                          |                                                                           |
| 2576                         | ja   | Datei hochladen · Wikidata zu Speicher Wangentalstrasse 227, Oberwangen BE (Q126363078)                                       | Speicher (um 1770)                                                                                 | G   | Oberwangen, Wangentalstrasse 227 594063 / 196124                                                          |                                                                           |
| 2586                         | BW   | Datei hochladen | Bauernhaus (1821)                                                                                  | G   | Herzwil, Herzwilstrasse 193 595409 / 196064                                                               |                                                                           |
| 2609                         | ja   | Datei hochladen · Wikidata zu Ofenhaus Schwarzenburgstrasse 809c, Niederscherli (Q126363069)                                  | Ofenhaus (1792)                                                                                    | G   | Niederscherli, Schwarzenburgstrasse 809c 596202 / 192619                                                  |                                                                           |
| 2625                         | ja   | Datei hochladen · Wikidata zu Ehemalige Mühle Mühlestutz 16–18, Niederscherli (Q126363048)                                    | Ehemalige Mühle (1863)                                                                             | G   | Niederscherli, Mühlestutz 16, 18 596077 / 192515                                                          |                                                                           |
| 2681                         | BW   | Datei hochladen | Bauernhaus (2. Hälfte 18. Jh.)                                                                     | G   | Oberried, Grabenmühlestrasse 100 594541 / 193252                                                          |                                                                           |
| 2701                         | BW   | Datei hochladen | Ofenhaus (1779)                                                                                    | G   | Mengestorf, Mengestorfbergstrasse 190b 596102 / 194275                                                    |                                                                           |
| 2809                         | BW   | Datei hochladen | Villa (1912)                                                                                       | G   | Spiegel, Bellevuestrasse 44 599659 / 197488                                                               |                                                                           |
| 2825                         | ja   | Datei hochladen · Wikidata zu Unterrichts- und Versammlungsraumtrakt Thomaskirche Liebefeld (Q126363081)                      | Unterrichts- und Versammlungsraumtrakt der Thomaskirche (1965–1967)                                | G   | Liebefeld, Buchenweg 21 598216 / 197631                                                                   |                                                                           |
| 2825                         | ja   | Datei hochladen · Wikidata zu Pfarrhaus Thomaskirche Liebefeld (Q126363070)                                                   | Pfarrhaus (1965–1967)                                                                              | G   | Liebefeld, Buchenweg 23 598206 / 197620                                                                   |                                                                           |
| 2825                         | ja   | Datei hochladen · Wikidata zu Thomaskirche (Q55412441)                                                                        | Thomaskirche (1965–1967)                                                                           | G   | Liebefeld, Könizbergstrasse 12a 598251 / 197641                                                           |                                                                           |
| 2825                         | ja   | Datei hochladen · Wikidata zu Glockenturm Thomaskirche Liebefeld (Q126363054)                                                 | Glockenturm der Thomaskirche (1967)                                                                | G   | Liebefeld, Könizbergstrasse 12b 598260 / 197623                                                           |                                                                           |
| 2862                         | BW   | Datei hochladen | Herrenhaus des Hohliebe-Guts (Ende 18. Jh.)                                                        | G   | Spiegel, Bellevuestrasse 24 599522 / 197604                                                               |                                                                           |
| 2862                         | BW   | Datei hochladen | Gartenpavillon (4. Viertel 19. Jh.)                                                                | G   | Spiegel, Bellevuestrasse 26 599506 / 197616                                                               |                                                                           |
| 2890                         | BW   | Datei hochladen | Villa (1917)                                                                                       | G   | Spiegel, Bellevuestrasse 18 599451 / 197650                                                               |                                                                           |
| 2967                         | BW   | Datei hochladen | Funkstöckli (frühes 18. Jh.)                                                                       | G   | Spiegel, Morillontreppe 50 599518 / 197697                                                                |                                                                           |
| 2967                         | BW   | Datei hochladen | Gartenpavillon mit Brunnen (4. Viertel 19. Jh.)                                                    | G   | Spiegel, Morillontreppe 52 599505 / 197706                                                                |                                                                           |
| 2983                         | BW   | Datei hochladen | Wohnstock (1848)                                                                                   | G   | Gurtendorf, Alter Kirchweg 5 601296 / 195815                                                              |                                                                           |
| 3036                         | BW   | Datei hochladen | Villa Hohblick (1917–1919)                                                                         | G   | Spiegel, Bellevuestrasse 15 599546 / 197674                                                               |                                                                           |
| 3091                         | ja   | Datei hochladen · Wikidata zu Reformierte Kirche Wabern (Q23906446)                                                           | Reformierte Kirche Wabern (1948)                                                                   | G   | Wabern, Kirchstrasse 208 600825 / 197504                                                                  |                                                                           |
| 3091                         | ja   | Datei hochladen · Wikidata zu Kirchgemeindesaal Reformierte Kirche Wabern (Q126363058)                                        | Kirchgemeindesaal (1948)                                                                           | G   | Wabern, Kirchstrasse 210 600830 / 197484                                                                  |                                                                           |
| 3091                         | ja   | Datei hochladen · Wikidata zu Kirchturm Reformierte Kirche Wabern (Q126363059)                                                | Kirchturm der Reformierten Kirche Wabern (1948)                                                    | G   | Wabern, Kirchstrasse 212 600834 / 197498                                                                  |                                                                           |
| 3091                         | ja   | Datei hochladen · Wikidata zu Altes Pfarrhaus Reformierte Kirche Wabern (Q126363036)                                          | Altes Pfarrhaus (1948)                                                                             | G   | Wabern, Waldblickstrasse 26 600822 / 197463                                                               |                                                                           |
| 3128                         | BW   | Datei hochladen | Wohnhaus (1925)                                                                                    | G   | Liebefeld, Sunnhaldeweg 15 598172 / 197891                                                                |                                                                           |
| 3330; 3357; 3358; 3359; 3360 | ja   | Datei hochladen · Wikidata zu Reihenhauszeile Sprengerweg 1–9, Wabern (Q126363073)                                            | Reihenhauszeile (1922/23)                                                                          | G   | Wabern, Sprengerweg 1, 3, 5, 7, 9 600633 / 197730                                                         |                                                                           |
| 3342                         | ja   | Datei hochladen · Wikidata zu Ofenhaus Köniz (Q20012558)                                                                      | Ofenhaus (1757)                                                                                    | G   | Köniz, Stapfenstrasse 13a 598280 / 196797                                                                 |                                                                           |
| 3407; 3408; 3409; 3410; 3411 | ja   | Datei hochladen · Wikidata zu Reihenhauszeile Sprengerweg 11–19, Wabern (Q126363072)                                          | Reihenhauszeile (1923)                                                                             | G   | Wabern, Sprengerweg 11, 13, 15, 17, 19 600605 / 197690                                                    |                                                                           |
| 3598                         | ja   | Datei hochladen · Wikidata zu Wohnhaus Oberbalmstrasse 10, Niederscherli (Q126363082)                                         | Wohnhaus (1926)                                                                                    | G   | Niederscherli, Oberbalmstrasse 10 595971 / 192492                                                         |                                                                           |
| 3892                         | ja   | Datei hochladen · Wikidata zu Ehemaliges Bauernhaus Wangentalstrasse 199, Oberwangen BE (Q126363049)                          | Ehemaliges Bauernhaus (1794)                                                                       | G   | Oberwangen, Wangentalstrasse 199 594150 / 196293                                                          |                                                                           |
| 4047; 4048; 4049; 4050       | ja   | Datei hochladen · Wikidata zu Miethaus (1932) (Q123285144)                                                                    | Miethaus (1932)                                                                                    | G   | Liebefeld, Grenzweg 11, 15, 17, 19 598692 / 198122                                                        |                                                                           |
| 4077                         | ja   | Datei hochladen · Wikidata zu Bauernhaus Gaselweidstrasse 41, Gasel (Q126363042)                                              | Bauernhaus (1794)                                                                                  | G   | Gasel, Gaselweidstrasse 41 597207 / 193377                                                                |                                                                           |
| 4337                         | ja   | Datei hochladen · Wikidata zu Lagerhaus Vatter Samen Sägestrasse 67, Köniz (Q126363063)                                       | Lagerhaus Vatter Samen (1935)                                                                      | G   | Köniz, Sägestrasse 67 598182 / 197137                                                                     | 1935 durch den Architekten Hans Brechbühler erbaut.                       |
| 4419                         | BW   | Datei hochladen | Atelier- und Wohnhaus (1936/37)                                                                    | G   | Spiegel, Gurtengartenstrasse 21 600333 / 197359                                                           | Atelier- und Wohnhaus der Berner Bildhauerin Eleonore von Mülinen         |
| 4533; 4541; 4542; 4543       | BW   | Datei hochladen | Reihenwohnhäuser (1938/39)                                                                         | G   | Liebefeld, Hessstrasse 36, 38, 40, 42 599112 / 197717                                                     |                                                                           |
| 4537                         | BW   | Datei hochladen | Wohnhaus (1941)                                                                                    | G   | Wabern, Mattenweg 14 601563 / 197255                                                                      |                                                                           |
| 4564                         | BW   | Datei hochladen | Ehemalige unterirdische Pump- und Luftschutzanlage (1939–1942)                                     | G   | Liebefeld, Waldeggstrasse 15a 598654 / 197974                                                             |                                                                           |
| 4579                         | BW   | Datei hochladen | Wohnhaus (1956)                                                                                    | G   | Wabern, Gossetstrasse 51 601227 / 197854                                                                  |                                                                           |
| 4825                         | BW   | Datei hochladen | Wohnhaus (1944/45)                                                                                 | G   | Oberwangen, Wangentalstrasse 144 594290 / 196655                                                          |                                                                           |
| 4826                         | BW   | Datei hochladen | Eisenbahnbrücke (1979)                                                                             | G   | Mittelhäusern, Schwarzenburgstrasse N.N. 4 594090 / 190294                                                |                                                                           |
| 5161                         | BW   | Datei hochladen | Speicher (1738)                                                                                    | G   | Niederwangen, Riedstrasse 37 595729 / 197156                                                              |                                                                           |
| 5409                         | BW   | Datei hochladen | Ehemaliges Herrenhaus (1825)                                                                       | G   | Wabern, Seftigenstrasse 309 601311 / 197278                                                               |                                                                           |
| 5620                         | BW   | Datei hochladen | Taubenhaus (2. Hälfte 19. Jh.)                                                                     | G   | Wabern, Morillonstrasse 61 599647 / 198024                                                                |                                                                           |
| 5877                         | ja   | Datei hochladen · Wikidata zu Kindergarten Eichholzstrasse 23, Wabern (Q126363057)                                            | Kindergarten (1953)                                                                                | G   | Wabern, Eichholzstrasse 23 601056 / 197649                                                                |                                                                           |
| 5877                         | ja   | Datei hochladen · Wikidata zu Klassentrakt des Primarschulhauses Wandermatte Eichholzstrasse 29, Wabern (Q126363061)          | Klassentrakt des Primarschulhauses Wandermatte (1955)                                              | G   | Wabern, Eichholzstrasse 29 600978 / 197672                                                                |                                                                           |
| 5878                         | ja   | Datei hochladen · Wikidata zu Katholische Kirche St. Michael (Q55085468)                                                      | Katholische Kirche St. Michael (1959)                                                              | G   | Wabern, Gossetstrasse 8b 600895 / 197683                                                                  |                                                                           |
| 5878                         | ja   | Datei hochladen · Wikidata zu Glockenturm der Katholischen Kirche St. Michael (Q111626311)                                    | Glockenturm der Katholischen Kirche St. Michael (1959)                                             | G   | Wabern, Gossetstrasse 8b 600884 / 197666                                                                  |                                                                           |
| 5920                         | BW   | Datei hochladen | Stall- und Remisengebäude (1850)                                                                   | G   | Wabern, Morillonstrasse 41 599693 / 198105                                                                |                                                                           |
| 5926                         | BW   | Datei hochladen | Speicher (1746)                                                                                    | G   | Thörishaus, Oberriedstrasse 82 593789 / 193222                                                            |                                                                           |
| 5929                         | BW   | Datei hochladen | Bauernhaus (1760)                                                                                  | G   | Thörishaus, Oberriedstrasse 75 593792 / 193282                                                            |                                                                           |
| 6057                         | BW   | Datei hochladen | Pfarrhaus (1957–1959)                                                                              | G   | Spiegel, Balsigerrain 4 599589 / 197136                                                                   |                                                                           |
| 6057                         | BW   | Datei hochladen | Kirchgemeindesaal (1957–1959)                                                                      | G   | Spiegel, Spiegelstrasse 80, 82 599523 / 197134                                                            |                                                                           |
| 6057                         | BW   | Datei hochladen | Stephanuskirche (1957–1959)                                                                        | G   | Spiegel, Spiegelstrasse 84 599556 / 197153                                                                |                                                                           |
| 6057                         | ja   | Datei hochladen | Kirchturm der Stephanuskirche (1957–1959)                                                          | G   | Spiegel, Spiegelstrasse 88 599567 / 197165                                                                |                                                                           |
| 7129 ff.                     | BW   | Datei hochladen | Doppelwohnhaus (1968/69)                                                                           | G   | Köniz, Köniztalstrasse 20, 22 598571 / 196195                                                             |                                                                           |
| 7131                         | BW   | Datei hochladen | Wohnhaus (1968/69)                                                                                 | G   | Köniz, Köniztalstrasse 18 598610 / 196203                                                                 |                                                                           |
| 7571                         | BW   | Datei hochladen | Bauernhaus (1838)                                                                                  | G   | Mittelhäusern, Grossgschneitstrasse 54 595337 / 190946                                                    |                                                                           |
| 7724                         | ja   | Datei hochladen | Speicher (2. Hälfte 16. Jh.)                                                                       | G   | Oberwangen, Wangentalstrasse 250 594076 / 195946                                                          |                                                                           |
| 7812                         | BW   | Datei hochladen | Stöckli (1775)                                                                                     | G   | Mittelhäusern, Sensemattstrasse 317 594359 / 191891                                                       |                                                                           |
| 8020                         | BW   | Datei hochladen | Bauernhaus (1834)                                                                                  | G   | Niederwangen, Schalenholzweg 22 595886 / 197199                                                           |                                                                           |
| 8023                         | BW   | Datei hochladen | Bauernhaus (1759)                                                                                  | G   | Niederwangen, Riedstrasse 39 595763 / 197152                                                              |                                                                           |
| 8024                         | ja   | Datei hochladen | Wohnsiedlung Ried W2 (1983–1990)                                                                   | G   | Niederwangen, Brüggbühlstrasse 18, 20, 22, 24, 26, 28, 30, 32, 34, 36, 38, 40, 42, 44, 46 595683 / 197233 |                                                                           |
| 8235                         | ja   | Datei hochladen · Wikidata zu St. Josef (Q54729678)                                                                           | Kirchliches Zentrum St. Josef (1984–1991)                                                          | G   | Köniz, Stapfenstrasse 25 598361 / 196785                                                                  |                                                                           |
| 8277                         | BW   | Datei hochladen | Einfamilienhaus (1984)                                                                             | G   | Niederscherli, Bifitstrasse 92 595640 / 192241                                                            |                                                                           |
| 8313                         | BW   | Datei hochladen | Bauernhaus (1718)                                                                                  | G   | Niederwangen, Stegenweg 15 594831 / 197238                                                                |                                                                           |
| 8362                         | ja   | Datei hochladen · Wikidata zu Villa Bernau (um 1730) (Q118793122)                                                             | Villa Bernau (um 1730)                                                                             | G   | Wabern, Seftigenstrasse 243 600942 / 197577                                                               |                                                                           |
| 8383                         | BW   | Datei hochladen | Speicher (1686)                                                                                    | G   | Wabern, Lindenweg 13 601620 / 196777                                                                      |                                                                           |
| 8400                         | ja   | Datei hochladen | Murrihaus (1708)                                                                                   | G   | Schliern, Muhlernstrasse 230 598284 / 195400                                                              |                                                                           |
| 8413                         | BW   | Datei hochladen | Ehemalige Scheune (1736)                                                                           | G   | Köniz, Schwarzenburgstrasse 386 597488 / 196148                                                           |                                                                           |
| 8413                         | BW   | Datei hochladen | Wohnstock (2. Hälfte 16. Jh.)                                                                      | G   | Köniz, Schwarzenburgstrasse 390 597467 / 196203                                                           |                                                                           |
| 8516                         | ja   | Datei hochladen | Speicher (1. Hälfte 16. Jh.)                                                                       | G   | Oberwangen, Herzwilstrasse 242 594569 / 195963                                                            |                                                                           |
| 8603                         | BW   | Datei hochladen | Kleinbauernhaus (18. Jh.)                                                                          | G   | Schlatt, Muhlernstrasse 424 598617 / 193647                                                               |                                                                           |
| 8659                         | ja   | Datei hochladen | Scherlibachbrücke (1906), Eisenbahnbrücke                                                          | G   | Niederscherli, Schwarzenburgstrasse N.N. 2 595843 / 192597                                                |                                                                           |
| 8665                         | ja   | Datei hochladen | Hochbrücke über den Scherlibach (1870)                                                             | G   | Niederscherli, Schwarzenburgstrasse N.N. 1 595930 / 192558                                                |                                                                           |
| 8875                         | ja   | Datei hochladen | Natursteinbrücke (1724)                                                                            | G   | Niederscherli, Mühlestutz N.N. 596099 / 192525                                                            |                                                                           |
| 9012                         | BW   | Datei hochladen | Stöckli (1650)                                                                                     | G   | Niederwangen, Bogengässli 25 594840 / 197043                                                              |                                                                           |
| 9160                         | ja   | Datei hochladen | Ehemaliges Bauernhaus Lerbermatt (1693)                                                            | G   | Spiegel, Kirchstrasse 78 599802 / 197668                                                                  |                                                                           |
| 9160                         | BW   | Datei hochladen | Sporthallen des Gymnasiums Lerbermatt (1984)                                                       | G   | Spiegel, Kirchstrasse 74, 76 599780 / 197731                                                              |                                                                           |
| 9320                         | BW   | Datei hochladen | Bauernhaus (1765)                                                                                  | G   | Gasel, Mattenhausweg 19 597348 / 194261                                                                   |                                                                           |
| 9413                         | BW   | Datei hochladen | Ehemaliges Schul- und Gemeindehaus (1847–1850)                                                     | G   | Köniz, Schulhausgässli 4 598016 / 196673                                                                  |                                                                           |
| 9482                         | BW   | Datei hochladen | Wohnstock (um 1700)                                                                                | G   | Spiegel, Opalweg 34 599150 / 197153                                                                       |                                                                           |
| 9551                         | ja   | Datei hochladen | Bauernhaus (1745)                                                                                  | G   | Oberwangen, Feldackerstrasse 1 594023 / 195973                                                            |                                                                           |
| 9677                         | BW   | Datei hochladen | Stöckli (1787)                                                                                     | G   | Niederwangen, Riedstrasse 35 595733 / 197132                                                              |                                                                           |
| 9736                         | BW   | Datei hochladen | Mediathek des Gymnasiums Lerbermatt (1984)                                                         | G   | Spiegel, Kirchstrasse 70 599736 / 197711                                                                  |                                                                           |
| 9736                         | ja   | Datei hochladen · Wikidata zu Gymnasium Lerbermatt (Q28500444)                                                                | Gymnasium Lerbermatt (1984)                                                                        | G   | Spiegel, Kirchstrasse 72 599757 / 197656                                                                  |                                                                           |
| 9778                         | BW   | Datei hochladen | Einfamilienhaus (1941–1943)                                                                        | G   | Wabern, Eichholzstrasse 121 601605 / 197978                                                               |                                                                           |
| 9913                         | BW   | Datei hochladen | Küherhaus (1738)                                                                                   | G   | Gurtendorf, Gurtenstrasse 138 601334 / 195911                                                             |                                                                           |
| 9913                         | BW   | Datei hochladen | Speicher (1741)                                                                                    | G   | Gurtendorf, Gurtenstrasse 138b 601346 / 195889                                                            |                                                                           |
| 10110                        | BW   | Datei hochladen | Stöckli (vor 1855)                                                                                 | G   | Gurtendorf, Gurtenstrasse 139 601319 / 195909                                                             |                                                                           |
| 10111                        | BW   | Datei hochladen | Weyergut (1. Hälfte 18. Jh.)                                                                       | G   | Wabern, Weyerstrasse 70 601547 / 197619                                                                   |                                                                           |
| 10111                        | BW   | Datei hochladen | Ofenhaus mit Speicher (2. Hälfte 18. Jh.)                                                          | G   | Wabern, Weyerstrasse 72 601542 / 197648                                                                   |                                                                           |
| 10400                        | BW   | Datei hochladen | Bauernhaus (1901)                                                                                  | G   | Wabern, Lindenweg 16 601647 / 196774                                                                      |                                                                           |
| 10400                        | BW   | Datei hochladen | Stöckli (1. Hälfte 19. Jh.)                                                                        | G   | Wabern, Lindenweg 18 601651 / 196793                                                                      |                                                                           |
| 10435                        | BW   | Datei hochladen | Bauernhaus (1832)                                                                                  | G   | Thörishaus, Wittenmattstrasse 42 593034 / 194219                                                          |                                                                           |
| 10586                        | BW   | Datei hochladen | Bauernhaus mit Scheune (1731)                                                                      | G   | Wabern, Weyerstrasse 64 601582 / 197584                                                                   |                                                                           |